# خنبس
الخِنَّبْس (الاسم العلمي: Xenops)، جنس طيور من فصيلة الفرنارية. يتكون الجنس من ثلاثة أنواع، جميعها توجد في المكسيك وأمريكا الوسطى وأمريكا الجنوبية، خاصًة في الغابات الاستوائية المطيرة.